# Bahnhof Guindy

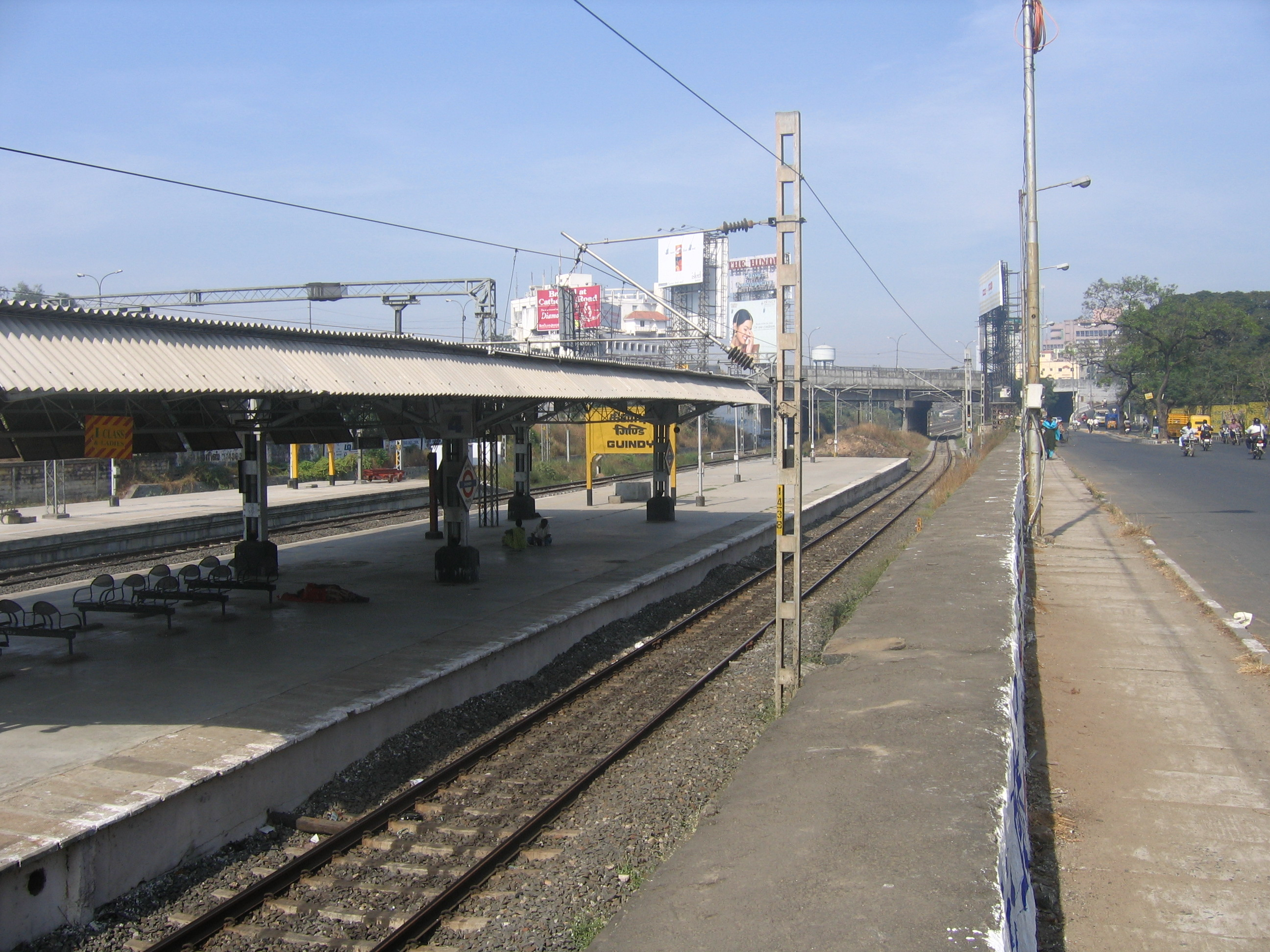
Der Bahnhof Guindy (2006)

Der Bahnhof Guindy (Tamil: கிண்டி) ist ein Bahnhof in der indischen Stadt Chennai. Er ist ein Knotenpunkt der Chennaier Vorortbahn und der Metro Chennai. Er befindet sich im Stadtteil Guindy im Süden Chennais an der Ausfallstraße Anna Salai (Mount Road).

## Bahnhof
Der Bahnhof Guindy wird von der südlichen Linie der Chennaier Vorortbahn (Chennai Beach–Chengalpattu) bedient. Fernzüge von Chennai nach Süden passieren den Bahnhof ohne Halt.

## Metrostation
Die Metrostation Guindy wird von der Blauen Linie der Metro Chennai bedient. Sie ist als Hochbahnhof konzipiert. Die Station Guindy wurde am 21. September 2016 als Teil des ersten Streckenabschnitts der Blauen Linie eröffnet.